# 新赫里霍里夫卡 (海尼切斯克區)

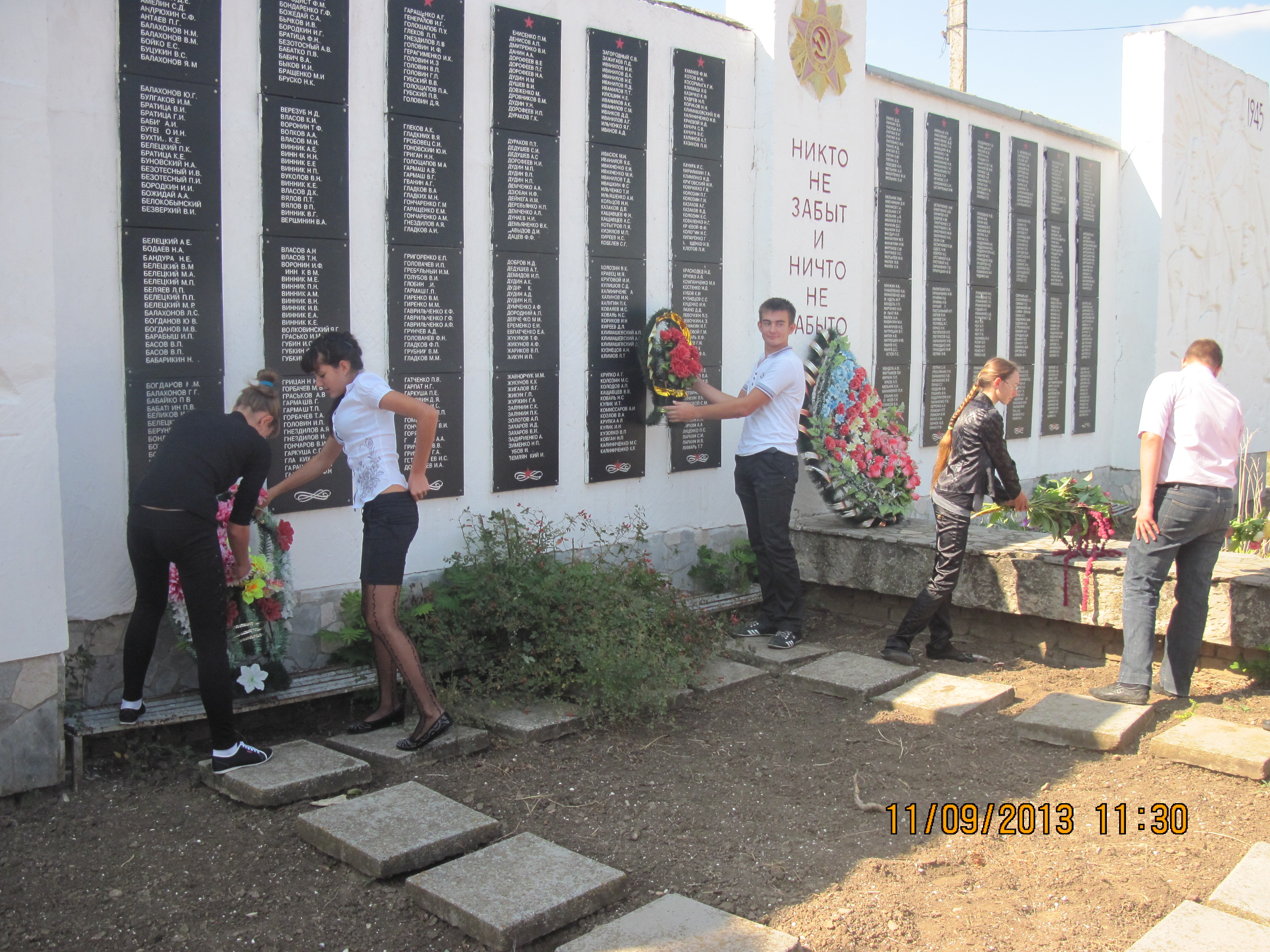
烈士纪念墙

46°24′30″N 34°57′37″E / 46.40833°N 34.96028°E
新赫里霍里夫卡（烏克蘭語：Новогригорівка）是位於烏克蘭南部的村莊，由赫爾松州海尼切斯克區的海尼切斯克市镇負責管轄。該村始建於1822年，面積112.9平方公里，海拔高度10米，2001年人口2,408，人口密度每平方公里21.3人。